# Fernanda Baronne
Fernanda Baronne, nome artístico de Fernanda Fernandes Saddy (Rio de Janeiro, 25 de outubro de 1977), é uma atriz, dubladora e diretora de dublagem brasileira. É conhecida por dublar as atrizes Scarlett Johansson, Anna Paquin, Jennifer Garner e Eva Green em seus filmes, bem como séries animadas de sucesso como Kim Possible, X-Men: Evolution e Digimon.

## Biografia
Fernanda é filha e irmã das também atrizes, dubladoras e diretoras de dublagem Marlene Costa e Flávia Saddy. Sua avó materna, foi uma famosa cantora de Rádio Brasileira entre 1950 e 1960.

## Carreira
Possui formação teatral na Escola de Teatro Martins Pena, Tablado e Casa de Cultura Laura Alvim. Faz parte da premiada Companhia Preto no Branco dedicada ao teatro infanto-juvenil.
Fernanda começou sua carreira bem cedo, fazendo pequenas participações como dubladora em filmes ainda criança. Seu primeiro papel de destaque foi a personagem Valéria na dublagem da primeira versão da novela mexicana Carrossel exibida pelo SBT em 1991.
Suas personagens em desenhos animados mais conhecidas são Vampira da Marvel (nos filmes e nos desenhos do X-Men), Kim em Kim Possible, Velma na série Que Legal, Scooby-Doo!, Cinderela em Cinderela 2 e Cinderela 3, Zarina em  Tinker Bell: Uma Aventura no Mundo das Fadas Vanessa em Bee Movie: A História de uma Abelha, Mavis nas sequências do filme Hotel Transilvânia, Barbie Butterfly em Barbie Butterfly: Uma Aventura em Fairytopia e Peach em Procurando Nemo.
Ela é a dubladora oficial das atrizes Jennifer Garner, Emily Blunt, Charlize Theron, Kaley Cuoco em Big Bang: A Teoria e Eva Green.
Entre as inúmeras novelas mexicanas que dublou, ficou conhecida por emprestar a voz as atrizes Adela Noriega, Ana Patricia Rojo e Mónika Sánchez.

## Prêmios
| Ano  | Premiação     | Categoria                        | Papel/Obra                      | Resultado | Fonte |
| ---- | ------------- | -------------------------------- | ------------------------------- | --------- | ----- |
| 2003 | Prêmio Yamato | Melhor Dubladora de Protagonista | Aeka, em Tenchi Muyo!           | Indicada  | [ 5 ] |
| 2006 | Prêmio Yamato | Melhor Dubladora de Protagonista | Kim, em Kim Possible            | Venceu    | [ 6 ] |
| 2009 | Prêmio Yamato | Melhor Dubladora de Protagonista | Mary, em Hancock                | Indicada  | [ 7 ] |
| 2011 | Prêmio Yamato | Melhor Dubladora de Coadjuvante  | Irene Adler, em Sherlock Holmes | Indicada  | [ 8 ] |
| 2011 | Prêmio Yamato | Melhor Tradução/Adaptação        | Megamente                       | Indicada  | [ 8 ] |

## Dublagens

### Telesséries
| Atriz         | Série                             |
| ------------- | --------------------------------- |
| Tyra Banks    | Um Maluco no Pedaço (Jackie Ames) |
| Peyton Sawyer | One Tree Hill                     |
| Kaley Cuoco   | Big Bang: A Teoria (Penny)        |

### Desenhos/Animes
| Personagem     | Desenho/Anime                                   |
| -------------- | ----------------------------------------------- |
| Sheila         | Caverna do Dragão (2ª voz - terceira temporada) |
| Sidney Bristow | Alias                                           |
| Vampira        | X-Men e X-Men: Evolution                        |

## Ligações Externas
- Perfil em Locutores.com.br